# Yamaha YM2151

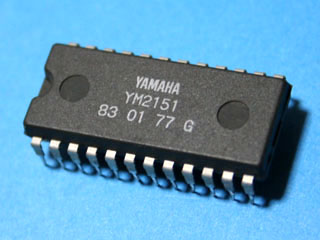
Lo Yamaha YM2151.

L'YM2151 OPM (da "FM Operator Type-M") è un chip sonoro ad 8 canali e 4 oscillatori. È stata la prima implementazione in un singolo chip che Yamaha ha fatto della sintesi FM ed è stato creato in origine per essere adoperato nella serie di tastiere musicali "DX", di cui il capostipite è la Yamaha DX7.

## Impieghi
Il chip fu utilizzato anche nei giochi arcade, ad iniziare da Marble Madness di Atari, ed in seguito fu concesso in licenza anche a molti altri produttori di giochi, tra cui SEGA, Konami, Capcom, Data East Pinball e Namco, e computer, tra cui Sharp che lo impiegò nei suoi modelli Sharp X1 e Sharp X68000. Il chip fu poi utilizzato in alcune tastiere elettroniche Yamaha di fascia bassa, come le YPR-7/8/9.
Infine l'YM2151 fu usato nei moduli audio Yamaha SFG-01 e SFG-05 FM Sound Synthesizer dei computer MSX e fu inserito anche all'interno di alcune macchine MSX, tra cui lo Yamaha CX5M.
Nel 2010 è iniziato lo sviluppo di un modulo per l'Atari 7800 con il chip YM2151 integrato che estende le funzionalità della console permettendo agli utenti di ascoltare i suoni dei giochi come nelle versioni arcade originali.

## Caratteristiche
L'YM2151 è quasi identico all'YM2164 OPP da cui differisce per alcune caratteristiche. L'OPP ha il quarto oscillatore dell'ottava voce che non può generare rumore bianco come invece fa lo stesso elemento dell'OPM. Inoltre l'OPP ha capacità stereo migliori e supporta più timbri.
L'YM2151 deve essere accoppiato ad un convertitore digitale-analogico esterno come l'YM3012 (stereo) o l'YM3014 (mono).